# Brzeżewski
Brzeżewski (Brzeziński III odmienny, Brzeżewski) – polski herb szlachecki, według Przemysława Pragerta używany przez rodzinę kaszubską i będący odmianą herbu Brzeziński III.

## Opis herbu
Opis z wykorzystaniem zasad blazonowania, zaproponowanych przez Alfreda Znamierowskiego:
W polu błękitnym podkowa srebrna, nad nią półksiężyc złoty rogami w prawo, po jego prawej i lewej po dwie gwiazdy srebrne w słup. Klejnot nieznany. Labry błękitne, podbite srebrem.

## Najwcześniejsze wzmianki
Wzmiankowany przez Ostrowskiego i Nowego Siebmachera. Wedle Ostrowskiego używany przez rodzinę Brzeżewskich niewiadomego pochodzenia, ale Przemysław Pragert spekuluje, że może chodzić tu o kaszubską rodzinę Brzezińskich herbu Brzeziński III, zaś sam herb Brzeżewski jest tylko wariantem herbu Brzeziński III.
Brzezińskim z Kaszub przypisywano też inne herby: Spiczak (używany w większości gałęzi rodu) Brzeziński II, Brzeziński III, Brzeziński IV, Brzeziński V.

## Herbowni
Borna, Graban, Niedroski, Niedrowski, Podkański, Potkański, Wroński.